# 712
Раннє Середньовіччя. Триває чума Юстиніана. У Східній Римській імперії продовжується правління Філіппіка. Більшу частину території Італії займає Лангобардське королівство, деякі області належать Візантії. У Франкському королівстві формально править династія Меровінгів при фактичній владі в руках мажордомів. В Англії триває період гептархії. Авари та слов'яни утвердилися на Балканах. Центр Аварського каганату лежить у Паннонії. Існують слов'янські держави: Карантанія та Перше Болгарське царство.
Омеядський халіфат займає Аравійський півострів, Сирію, Палестину, Персію, Єгипет, Північну Африку та Піренейський півострів. У Китаї править династія Тан. Індія роздроблена. В Японії почався період Нара.
Хазарський каганат підпорядкував собі кочові народи на великій степовій території між Азовським морем та Аралом. Відновився Тюркський каганат.
На території лісостепової України в VIII столітті виділяють пеньківську й корчацьку археологічні культури. У VIII столітті продовжилося швидке розселення слов'ян. У Північному Причорномор'ї співіснують різні кочові племена, зокрема булгари, хозари, алани, авари, тюрки, кримські готи.

## Події
- Араби, продовжуючи підкорювати Іберію, висадили на півострові підсилення. Облога Мериди.
- Араби завоювали Хорезм.
- Кутайба бін Муслім захопив Самарканд і Хорезм.
- У Китаї до влади прийшов Сюань-цзун. Принцесі Тайпін, яка очолювала змову проти нього було наказано покінчити життя самогубством, що вона й учинила наступного року.
- Королем Лангобардського королівства став Анспранд, а після смерті його змінив Лютпранд.
- Франки на чолі з Піпіном Герістальським завершили війну з алеманами.
- Булгари спустошили Фракію, підійшли до стін Константинополя.
- Складання історичної хроніки Японії «Кодзікі»

## Народились
- Ду Фу, поет.

## Померли
- Анспранд
- Аріперт II
- Віндіціан
- Фазанґ